# A-ha/Diskografie
Diese Diskografie ist eine Übersicht über die musikalischen Werke der norwegischen Pop-Musikgruppe a-ha. Den Quellenangaben zufolge hat sie bisher mehr als 100 Millionen Tonträger verkauft, davon alleine in ihrer Heimat über 600.000. Ihre erfolgreichste Veröffentlichung ist das Album Hunting High and Low mit über zwölf Millionen verkauften Einheiten.

## Alben

### Studioalben
| Jahr | Titel Musiklabel                                             | Höchstplatzierung, Gesamtwochen/‑monate, AuszeichnungChartplatzierungen (Jahr, Titel, Musiklabel, Platzierungen, Wochen/Monate, Auszeichnungen, Anmerkungen) | Höchstplatzierung, Gesamtwochen/‑monate, AuszeichnungChartplatzierungen (Jahr, Titel, Musiklabel, Platzierungen, Wochen/Monate, Auszeichnungen, Anmerkungen) | Höchstplatzierung, Gesamtwochen/‑monate, AuszeichnungChartplatzierungen (Jahr, Titel, Musiklabel, Platzierungen, Wochen/Monate, Auszeichnungen, Anmerkungen) | Höchstplatzierung, Gesamtwochen/‑monate, AuszeichnungChartplatzierungen (Jahr, Titel, Musiklabel, Platzierungen, Wochen/Monate, Auszeichnungen, Anmerkungen) | Höchstplatzierung, Gesamtwochen/‑monate, AuszeichnungChartplatzierungen (Jahr, Titel, Musiklabel, Platzierungen, Wochen/Monate, Auszeichnungen, Anmerkungen) | Höchstplatzierung, Gesamtwochen/‑monate, AuszeichnungChartplatzierungen (Jahr, Titel, Musiklabel, Platzierungen, Wochen/Monate, Auszeichnungen, Anmerkungen) | Anmerkungen                                                 |
| Jahr | Titel Musiklabel                                             | DE | AT | CH | UK | US | NO | Anmerkungen                                                 |
| ---- | ------------------------------------------------------------ | --- | --- | --- | --- | --- | --- | ----------------------------------------------------------- |
| 1985 | Hunting High and Low Warner Bros. Records (WMG)              | DE10 ×3Dreifachgold · (66 Wo.)DE | AT18 (5 Mt.)AT | CH10 Platin · (19 Wo.)CH | UK2 ×3Dreifachplatin · (81 Wo.)UK | US15 Platin · (47 Wo.)US | NO1 ×2Doppelplatin · (45 Wo.)NO | Erstveröffentlichung: 1. Juni 1985 Verkäufe: + 12.000.000   |
| 1986 | Scoundrel Days Warner Bros. Records (WMG)                    | DE4 Platin · (31 Wo.)DE | AT9 (3 Mt.)AT | CH6 Platin · (15 Wo.)CH | UK2 ×2Doppelplatin · (29 Wo.)UK | US74 (10 Wo.)US | NO1 ×2Doppelplatin · (30 Wo.)NO | Erstveröffentlichung: 6. Oktober 1986 Verkäufe: + 5.000.000 |
| 1988 | Stay on These Roads Warner Bros. Records (WMG)               | DE4 Gold · (25 Wo.)DE | AT9 (2½ Mt.)AT | CH6 Gold · (11 Wo.)CH | UK2 Gold · (19 Wo.)UK | US148 (6 Wo.)US | NO1 (11 Wo.)NO | Erstveröffentlichung: 3. Mai 1988 Verkäufe: + 4.000.000     |
| 1990 | East of the Sun, West of the Moon Warner Bros. Records (WMG) | DE6 Gold · (29 Wo.)DE | AT23 (3 Wo.)AT | CH16 Gold · (10 Wo.)CH | UK12 Silber · (4 Wo.)UK | — | NO1 (18 Wo.)NO | Erstveröffentlichung: 22. Oktober 1990 Verkäufe: + 853.000  |
| 1993 | Memorial Beach Warner Bros. Records (WMG)                    | DE17 (11 Wo.)DE | — | CH39 (1 Wo.)CH | UK17 (3 Wo.)UK | — | NO1 (10 Wo.)NO | Erstveröffentlichung: 4. Juni 1993                          |
| 2000 | Minor Earth, Major Sky WEA Records (WMG)                     | DE1 Platin · (44 Wo.)DE | AT4 (11 Wo.)AT | CH3 Gold · (18 Wo.)CH | UK27 (3 Wo.)UK | — | NO1 (23 Wo.)NO | Erstveröffentlichung: 14. April 2000 Verkäufe: + 375.000    |
| 2002 | Lifelines WEA Records (WMG)                                  | DE1 Gold · (26 Wo.)DE | AT2 (7 Wo.)AT | CH6 (14 Wo.)CH | UK67 (1 Wo.)UK | — | NO1 (25 Wo.)NO | Erstveröffentlichung: 2. April 2002 Verkäufe: + 150.000     |
| 2005 | Analogue Polydor (UMG)                                       | DE6 (15 Wo.)DE | AT18 (2 Wo.)AT | CH21 (4 Wo.)CH | UK24 Silber · (5 Wo.)UK | — | NO1 (23 Wo.)NO | Erstveröffentlichung: 4. November 2005 Verkäufe: + 60.000   |
| 2009 | Foot of the Mountain We Love Music (UMG)                     | DE1 Platin · (39 Wo.)DE | AT11 (11 Wo.)AT | CH12 (26 Wo.)CH | UK5 (6 Wo.)UK | — | NO2 (17 Wo.)NO | Erstveröffentlichung: 12. Juni 2009 Verkäufe: + 220.000     |
| 2015 | Cast in Steel We Love Music (UMG)                            | DE4 (12 Wo.)DE | AT13 (3 Wo.)AT | CH9 (6 Wo.)CH | UK8 (4 Wo.)UK | — | NO2 (7 Wo.)NO | Erstveröffentlichung: 4. September 2015                     |
| 2022 | True North RCA Records (Sony)                                | DE4 (14 Wo.)DE | AT8 (2 Wo.)AT | CH5 (8 Wo.)CH | UK12 (1 Wo.)UK | — | NO3 (1 Wo.)NO | Erstveröffentlichung: 21. Oktober 2022                      |

### Livealben
| Jahr | Titel Musiklabel                                              | Höchstplatzierung, Gesamtwochen, AuszeichnungChartplatzierungen (Jahr, Titel, Musiklabel, Platzierungen, Wochen, Auszeichnungen, Anmerkungen) | Höchstplatzierung, Gesamtwochen, AuszeichnungChartplatzierungen (Jahr, Titel, Musiklabel, Platzierungen, Wochen, Auszeichnungen, Anmerkungen) | Höchstplatzierung, Gesamtwochen, AuszeichnungChartplatzierungen (Jahr, Titel, Musiklabel, Platzierungen, Wochen, Auszeichnungen, Anmerkungen) | Höchstplatzierung, Gesamtwochen, AuszeichnungChartplatzierungen (Jahr, Titel, Musiklabel, Platzierungen, Wochen, Auszeichnungen, Anmerkungen) | Höchstplatzierung, Gesamtwochen, AuszeichnungChartplatzierungen (Jahr, Titel, Musiklabel, Platzierungen, Wochen, Auszeichnungen, Anmerkungen) | Höchstplatzierung, Gesamtwochen, AuszeichnungChartplatzierungen (Jahr, Titel, Musiklabel, Platzierungen, Wochen, Auszeichnungen, Anmerkungen) | Anmerkungen                                             |
| Jahr | Titel Musiklabel                                              | DE | AT | CH | UK | US | NO | Anmerkungen                                             |
| ---- | ------------------------------------------------------------- | --- | --- | --- | --- | --- | --- | ------------------------------------------------------- |
| 2003 | How Can I Sleep with Your Voice in My Head? WEA Records (WMG) | DE8 (8 Wo.)DE | AT73 (2 Wo.)AT | CH36 (5 Wo.)CH | — | — | NO4 (9 Wo.)NO | Erstveröffentlichung: 24. März 2003                     |
| 2011 | Ending on a High Note – The Final Concert We Love Music (UMG) | DE3 Gold · (17 Wo.)DE | AT61 (2 Wo.)AT | CH52 (10 Wo.)CH | UK43 (1 Wo.)UK | — | NO3 (8 Wo.)NO | Erstveröffentlichung: 1. April 2011 Verkäufe: + 100.000 |
| 2017 | MTV Unplugged – Summer Solstice We Love Music (UMG)           | DE3 (21 Wo.)DE | AT14 (5 Wo.)AT | CH20 (5 Wo.)CH | UK6 (3 Wo.)UK | — | NO14 (1 Wo.)NO | Erstveröffentlichung: 6. Oktober 2017                   |

### Kompilationen
| Jahr | Titel Musiklabel                                                         | Höchstplatzierung, Gesamtwochen, AuszeichnungChartplatzierungen (Jahr, Titel, Musiklabel, Platzierungen, Wochen, Auszeichnungen, Anmerkungen) | Höchstplatzierung, Gesamtwochen, AuszeichnungChartplatzierungen (Jahr, Titel, Musiklabel, Platzierungen, Wochen, Auszeichnungen, Anmerkungen) | Höchstplatzierung, Gesamtwochen, AuszeichnungChartplatzierungen (Jahr, Titel, Musiklabel, Platzierungen, Wochen, Auszeichnungen, Anmerkungen) | Höchstplatzierung, Gesamtwochen, AuszeichnungChartplatzierungen (Jahr, Titel, Musiklabel, Platzierungen, Wochen, Auszeichnungen, Anmerkungen) | Höchstplatzierung, Gesamtwochen, AuszeichnungChartplatzierungen (Jahr, Titel, Musiklabel, Platzierungen, Wochen, Auszeichnungen, Anmerkungen) | Höchstplatzierung, Gesamtwochen, AuszeichnungChartplatzierungen (Jahr, Titel, Musiklabel, Platzierungen, Wochen, Auszeichnungen, Anmerkungen) | Anmerkungen                                                  |
| Jahr | Titel Musiklabel                                                         | DE | AT | CH | UK | US | NO | Anmerkungen                                                  |
| ---- | ------------------------------------------------------------------------ | --- | --- | --- | --- | --- | --- | ------------------------------------------------------------ |
| 1989 | On Tour in Brasil Warner Bros. Records (WMG)                             | — | — | — | — | — | — | Erstveröffentlichung: 1989 Verkäufe: + 250.000               |
| 1991 | Headlines and Deadlines – The Hits of a-ha Warner Bros. Records (WMG)    | DE36 Platin · (16 Wo.)DE | AT32 (4 Wo.)AT | CH40 (1 Wo.)CH | UK12 Platin · (13 Wo.)UK | — | NO9 (9 Wo.)NO | Erstveröffentlichung: 4. November 1991 Verkäufe: + 1.350.000 |
| 1991 | Best in Brasil auch bekannt als: En Argentina Warner Bros. Records (WMG) | — | — | — | — | — | — | Erstveröffentlichung: 1991 Verkäufe: + 100.000               |
| 2004 | The Singles 1984–2004 Warner Strategic Marketing (WMG)                   | DE49 Gold · (5 Wo.)DE | — | — | UK14 Gold · (15 Wo.)UK | — | NO4 (17 Wo.)NO | Erstveröffentlichung: 29. November 2004 Verkäufe: + 200.000  |
| 2010 | 25 Rhino Records (WMG)                                                   | DE3 Platin · (20 Wo.)DE | AT9 (9 Wo.)AT | CH6 (12 Wo.)CH | UK10 Silber · (4 Wo.)UK | — | NO6 ×2Doppelplatin · (15 Wo.)NO | Erstveröffentlichung: 19. Juli 2010 Verkäufe: + 320.000      |
| 2016 | Time and Again – The Ultimate a-ha Rhino Records (WMG)                   | DE22 (6 Wo.)DE | — | CH38 (4 Wo.)CH | UK75 (1 Wo.)UK | — | — | Erstveröffentlichung: 18. März 2016                          |

### EPs
| Jahr | Titel Musiklabel                                  | Anmerkungen                                              |
| ---- | ------------------------------------------------- | -------------------------------------------------------- |
| 1986 | a-ha Amiga                                        | Erstveröffentlichung: 1986 nur in der DDR veröffentlicht |
| 1990 | Hits E.P. Warner Bros. Records (WMG)              | Erstveröffentlichung: Oktober 1990                       |
| 1990 | Hits E.P. / Number Two Warner Bros. Records (WMG) | Erstveröffentlichung: 1990                               |

## Singles
| Jahr | Titel Album                                                      | Höchstplatzierung, Gesamtwochen/‑monate, AuszeichnungChartplatzierungen (Jahr, Titel, Album, Platzierungen, Wochen/Monate, Auszeichnungen, Anmerkungen) | Höchstplatzierung, Gesamtwochen/‑monate, AuszeichnungChartplatzierungen (Jahr, Titel, Album, Platzierungen, Wochen/Monate, Auszeichnungen, Anmerkungen) | Höchstplatzierung, Gesamtwochen/‑monate, AuszeichnungChartplatzierungen (Jahr, Titel, Album, Platzierungen, Wochen/Monate, Auszeichnungen, Anmerkungen) | Höchstplatzierung, Gesamtwochen/‑monate, AuszeichnungChartplatzierungen (Jahr, Titel, Album, Platzierungen, Wochen/Monate, Auszeichnungen, Anmerkungen) | Höchstplatzierung, Gesamtwochen/‑monate, AuszeichnungChartplatzierungen (Jahr, Titel, Album, Platzierungen, Wochen/Monate, Auszeichnungen, Anmerkungen) | Höchstplatzierung, Gesamtwochen/‑monate, AuszeichnungChartplatzierungen (Jahr, Titel, Album, Platzierungen, Wochen/Monate, Auszeichnungen, Anmerkungen) | Anmerkungen                                                                          |
| Jahr | Titel Album                                                      | DE | AT | CH | UK | US | NO | Anmerkungen                                                                          |
| ---- | ---------------------------------------------------------------- | --- | --- | --- | --- | --- | --- | ------------------------------------------------------------------------------------ |
| 1984 | Take On Me Hunting High and Low                                  | DE1 Gold · (22 Wo.)DE | AT1 (3 Mt.)AT | CH1 (37 Wo.)CH | UK2 ×4Gold + Vierfachplatin (Digital) · (22 Wo.)UK | US1 (27 Wo.)US | NO1 (30 Wo.)NO | Erstveröffentlichung: 19. Oktober 1984 Verkäufe: + 7.120.000                         |
| 1985 | The Sun Always Shines on T.V. Hunting High and Low               | DE5 (16 Wo.)DE | AT8 (3 Mt.)AT | CH7 (9 Wo.)CH | UK1 Gold · (12 Wo.)UK | US20 (17 Wo.)US | NO2 (12 Wo.)NO | Erstveröffentlichung: 9. November 1985 Liveversion: 7. März 2003 Verkäufe: + 650.000 |
| 1985 | Love is Reason Hunting High and Low                              | — | — | — | — | — | — | Erstveröffentlichung: 1985                                                           |
| 1986 | Train of Thought Hunting High and Low                            | DE14 (13 Wo.)DE | — | — | UK8 (10 Wo.)UK | — | — | Erstveröffentlichung: 21. März 1986                                                  |
| 1986 | Hunting High and Low                                             | DE11 (16 Wo.)DE | AT24 (1 Mt.)AT | — | UK5 (12 Wo.)UK | — | NO10 (1 Wo.)NO | Erstveröffentlichung: 2. Juni 1986                                                   |
| 1986 | I’ve Been Losing You Scoundrel Days                              | DE15 (11 Wo.)DE | AT20 (3 Mt.)AT | CH16 (8 Wo.)CH | UK8 (7 Wo.)UK | — | NO1 (9 Wo.)NO | Erstveröffentlichung: 22. September 1986 Verkäufe: + 250.000                         |
| 1986 | Cry Wolf Scoundrel Days                                          | DE20 (10 Wo.)DE | — | CH27 (3 Wo.)CH | UK5 Silber · (9 Wo.)UK | US50 (10 Wo.)US | NO2 (9 Wo.)NO | Erstveröffentlichung: 24. November 1986 Verkäufe: + 250.000                          |
| 1987 | Manhattan Skyline Scoundrel Days                                 | DE28 (8 Wo.)DE | — | — | UK13 (6 Wo.)UK | — | NO4 (4 Wo.)NO | Erstveröffentlichung: 16. Februar 1987                                               |
| 1987 | The Living Daylights The Living Daylights – Soundtrack           | DE8 (16 Wo.)DE | AT18 (2 Mt.)AT | CH8 (10 Wo.)CH | UK5 (9 Wo.)UK | — | NO1 (9 Wo.)NO | Erstveröffentlichung: 22. Juni 1987                                                  |
| 1988 | Stay on These Roads                                              | DE7 (15 Wo.)DE | AT11 (3½ Mt.)AT | CH10 (13 Wo.)CH | UK5 (6 Wo.)UK | — | NO1 (13 Wo.)NO | Erstveröffentlichung: 14. März 1988                                                  |
| 1988 | The Blood That Moves the Body Stay on These Roads                | DE23 (11 Wo.)DE | — | CH29 (1 Wo.)CH | UK25 (4 Wo.)UK | — | — | Erstveröffentlichung: 6. Juni 1988                                                   |
| 1988 | Touchy! Stay on These Roads                                      | DE13 (12 Wo.)DE | — | CH18 (4 Wo.)CH | UK11 (7 Wo.)UK | — | — | Erstveröffentlichung: 15. August 1988                                                |
| 1988 | You Are the One Stay on These Roads                              | DE30 (8 Wo.)DE | — | — | UK13 (10 Wo.)UK | — | — | Erstveröffentlichung: 12. November 1988                                              |
| 1990 | Crying in the Rain East of the Sun, West of the Moon             | DE6 (24 Wo.)DE | AT17 (8 Wo.)AT | CH21 (5 Wo.)CH | UK13 (7 Wo.)UK | — | NO1 (12 Wo.)NO | Erstveröffentlichung: 15. September 1990 Original: The Everly Brothers               |
| 1990 | I Call Your Name East of the Sun, West of the Moon               | DE37 (18 Wo.)DE | — | — | UK44 (6 Wo.)UK | — | — | Erstveröffentlichung: 3. Dezember 1990                                               |
| 1991 | Early Morning East of the Sun, West of the Moon                  | DE52 (9 Wo.)DE | — | — | UK78 (2 Wo.)UK | — | — | Erstveröffentlichung: 25. Februar 1991                                               |
| 1991 | Move to Memphis Headlines and Deadlines – The Hits of A-ha       | DE39 (10 Wo.)DE | — | — | UK47 (2 Wo.)UK | — | NO2 (6 Wo.)NO | Erstveröffentlichung: 14. Oktober 1991                                               |
| 1993 | Dark Is the Night Memorial Beach                                 | DE46 (8 Wo.)DE | — | — | UK19 (4 Wo.)UK | — | NO4 (6 Wo.)NO | Erstveröffentlichung: April 1993                                                     |
| 1993 | Angel in the Snow Memorial Beach                                 | — | — | — | UK41 (3 Wo.)UK | — | — | Erstveröffentlichung: August 1993                                                    |
| 1993 | Lie Down in Darkness Memorial Beach                              | — | — | — | — | — | — | Erstveröffentlichung: 1993 nur in den USA veröffentlicht                             |
| 1994 | Shapes That Go Together –                                        | DE57 (11 Wo.)DE | — | — | UK27 (4 Wo.)UK | — | — | Erstveröffentlichung: 14. März 1994                                                  |
| 2000 | Summer Moved On Minor Earth, Major Sky                           | DE8 (12 Wo.)DE | AT10 (11 Wo.)AT | CH14 (19 Wo.)CH | UK33 (2 Wo.)UK | — | NO1 (6 Wo.)NO | Erstveröffentlichung: 27. März 2000 Liveversion: 25. März 2011                       |
| 2000 | Minor Earth, Major Sky                                           | DE73 (9 Wo.)DE | — | CH73 (7 Wo.)CH | — | — | — | Erstveröffentlichung: 10. Juli 2000                                                  |
| 2000 | Velvet Minor Earth, Major Sky                                    | DE48 (9 Wo.)DE | — | CH92 (2 Wo.)CH | — | — | — | Erstveröffentlichung: 6. November 2000                                               |
| 2001 | The Sun Never Shone That Day Minor Earth, Major Sky              | — | — | — | — | — | — | Erstveröffentlichung: 2001                                                           |
| 2002 | Forever Not Yours Lifelines                                      | DE18 (9 Wo.)DE | AT31 (10 Wo.)AT | CH26 (19 Wo.)CH | — | — | NO1 (7 Wo.)NO | Erstveröffentlichung: 29. März 2002                                                  |
| 2002 | Lifelines                                                        | DE32 (6 Wo.)DE | — | — | UK78 (1 Wo.)UK | — | NO18 (3 Wo.)NO | Erstveröffentlichung: 8. Juli 2002                                                   |
| 2002 | Did Anyone Approach You? Lifelines                               | DE67 (3 Wo.)DE | — | — | — | — | — | Erstveröffentlichung: 20. September 2002                                             |
| 2005 | Celice Analogue                                                  | DE21 (9 Wo.)DE | AT41 (7 Wo.)AT | CH38 (9 Wo.)CH | — | — | NO1 (9 Wo.)NO | Erstveröffentlichung: 7. Oktober 2005                                                |
| 2005 | Analogue (All I Want) Analogue                                   | DE33 (9 Wo.)DE | — | — | UK10 (5 Wo.)UK | — | NO10 (8 Wo.)NO | Erstveröffentlichung: 30. Dezember 2005                                              |
| 2006 | Cosy Prisons Analogue                                            | — | — | — | UK39 (2 Wo.)UK | — | — | Erstveröffentlichung: 17. April 2006                                                 |
| 2009 | Foot of the Mountain                                             | DE3 Gold · (20 Wo.)DE | AT28 (14 Wo.)AT | CH33 (20 Wo.)CH | UK66 (3 Wo.)UK | — | NO8 (14 Wo.)NO | Erstveröffentlichung: 18. Mai 2009 Verkäufe: + 150.000                               |
| 2009 | Shadowside Foot of the Mountain                                  | DE22 (5 Wo.)DE | AT73 (1 Wo.)AT | — | — | — | — | Erstveröffentlichung: 16. September 2009                                             |
| 2009 | Nothing Is Keeping You Here Foot of the Mountain                 | DE65 (4 Wo.)DE | — | — | — | — | — | Erstveröffentlichung: 16. Oktober 2009                                               |
| 2010 | Butterfly, Butterfly (The Last Hurrah) 25                        | DE22 (9 Wo.)DE | — | — | UK98 (1 Wo.)UK | — | NO13 (1 Wo.)NO | Erstveröffentlichung: 5. Juli 2010                                                   |
| 2015 | Under the Makeup Cast in Steel                                   | — | — | — | — | — | — | Erstveröffentlichung: 3. Juli 2015                                                   |
| 2015 | Cast in Steel                                                    | — | — | — | — | — | — | Erstveröffentlichung: 29. August 2015                                                |
| 2017 | This Is Our Home (MTV Unplugged) MTV Unplugged – Summer Solstice | — | — | — | — | — | — | Erstveröffentlichung: 15. September 2017                                             |
| 2022 | I’m In True North                                                | — | — | — | — | — | — | Erstveröffentlichung: 8. Juli 2022                                                   |
| 2022 | You Have What It Takes True North                                | — | — | — | — | — | — | Erstveröffentlichung: 16. September 2022                                             |

## Videoalben und Musikvideos

### Videoalben
| Jahr | Titel Musiklabel                                               | Höchstplatzierung, Gesamtwochen, AuszeichnungChartplatzierungen (Jahr, Titel, Musiklabel, Platzierungen, Wochen, Auszeichnungen, Anmerkungen) | Höchstplatzierung, Gesamtwochen, AuszeichnungChartplatzierungen (Jahr, Titel, Musiklabel, Platzierungen, Wochen, Auszeichnungen, Anmerkungen) | Höchstplatzierung, Gesamtwochen, AuszeichnungChartplatzierungen (Jahr, Titel, Musiklabel, Platzierungen, Wochen, Auszeichnungen, Anmerkungen) | Höchstplatzierung, Gesamtwochen, AuszeichnungChartplatzierungen (Jahr, Titel, Musiklabel, Platzierungen, Wochen, Auszeichnungen, Anmerkungen) | Höchstplatzierung, Gesamtwochen, AuszeichnungChartplatzierungen (Jahr, Titel, Musiklabel, Platzierungen, Wochen, Auszeichnungen, Anmerkungen) | Höchstplatzierung, Gesamtwochen, AuszeichnungChartplatzierungen (Jahr, Titel, Musiklabel, Platzierungen, Wochen, Auszeichnungen, Anmerkungen) | Anmerkungen                                   |
| Jahr | Titel Musiklabel                                               | DE | AT | CH | UK | US | NO | Anmerkungen                                   |
| ---- | -------------------------------------------------------------- | --- | --- | --- | --- | --- | --- | --------------------------------------------- |
| 1991 | Headlines and Deadlines – The Hits of A-ha Warner Music Vision | — | — | — | — | — | — | Erstveröffentlichung: 1991 Verkäufe: + 25.000 |
| 1993 | A-ha – Live in South America Warner Music Vision               | — | — | — | — | — | — | Erstveröffentlichung: 1993                    |
| 2001 | Live at Vallhall – Homecoming Warner Music Vision              | — | — | — | UK13 (4 Wo.)UK | — | — | Erstveröffentlichung: 2001                    |
| 2010 | 25 Rhino Records (WMG)                                         | — | — | — | — | — | — | Erstveröffentlichung: 2010                    |
| 2011 | Ending on a High Note – The Final Concert We Love Music (UMG)  | — | — | — | — | — | — | Erstveröffentlichung: 8. April 2011           |

### Musikvideos
| Jahr | Titel                                  | Regie                                |
| ---- | -------------------------------------- | ------------------------------------ |
| 1985 | Take On Me                             | Steve Barron                         |
| 1985 | The Sun Always Shines on T.V.          | Steve Barron                         |
| 1986 | Train of Thought                       | Candice Reckinger, Michael Patterson |
| 1986 | Hunting High and Low                   | Steve Barron                         |
| 1986 | I’ve Been Losing You                   | Steve Barron                         |
| 1986 | Cry Wolf                               | Steve Barron                         |
| 1987 | Manhattan Skyline                      | Steve Barron                         |
| 1987 | The Living Daylights                   | Steve Barron                         |
| 1988 | Stay on These Roads                    | Andy Morahan                         |
| 1988 | The Blood That Moves the Body          | Andy Morahan                         |
| 1988 | Touchy!                                | Kevin Moloney                        |
| 1988 | You Are the One                        | Damon Heath                          |
| 1988 | There’s Never a Forever Thing          | Lauren Savoy                         |
| 1990 | Crying in the Rain                     | Steve Barron                         |
| 1990 | I Call Your Name                       | Michael Burlingame                   |
| 1991 | Early Morning                          | Michael Burlingame                   |
| 1991 | Move to Memphis                        | Erick Ifergan                        |
| 1993 | Dark Is the Night                      | Erick Ifergan                        |
| 1993 | Angel in the Snow                      | Howard Greenhalgh                    |
| 1994 | Shapes That Go Together                | Barry Maguire                        |
| 2000 | Summer Moved On                        | Adam Berg                            |
| 2000 | Minor Earth, Major Sky                 | Philipp Stölzl                       |
| 2000 | I Wish I Cared                         | Henrik Haugen                        |
| 2000 | Velvet                                 | Harald Zwart                         |
| 2002 | Forever Not Yours                      | Harald Zwart                         |
| 2002 | Lifelines                              | Morten Skallerud                     |
| 2002 | Did Anyone Approach You?               | Lauren Savoy                         |
| 2003 | The Sun Always Shines on T.V. (live)   | Lauren Savoy                         |
| 2005 | Celice                                 | Jörn Heitmann                        |
| 2005 | Analogue (All I Want)                  | Howard Greenhalgh                    |
| 2006 | Cosy Prisons                           | Paul Gore                            |
| 2009 | Foot of the Mountain                   | Olaf Heine                           |
| 2009 | Shadowside                             | Uwe Flade                            |
| 2009 | Nothing is Keeping You Here            | Uwe Flade                            |
| 2010 | Butterfly, Butterfly (The Last Hurrah) | Steve Barron                         |

## Boxsets
| Jahr | Titel Musiklabel                          | Anmerkungen                            |
| ---- | ----------------------------------------- | -------------------------------------- |
| 2001 | Minor Earth / Major Box WEA Records (WMG) | Erstveröffentlichung: 26. Februar 2001 |

## Promoveröffentlichungen
| Jahr | Titel Album               | Anmerkungen                             |
| ---- | ------------------------- | --------------------------------------- |
| 2005 | Birthright Analogue       | Erstveröffentlichung: 2005              |
| 2015 | Forest Fire Cast in Steel | Erstveröffentlichung: 20. November 2015 |

## Sonderveröffentlichungen

### Alben
| Jahr | Titel Musiklabel                                | Anmerkungen |
| ---- | ----------------------------------------------- | --- |
| 2008 | Live at Vallhall – Homecoming WEA Records (WMG) | Erstveröffentlichung: 28. Juli 2008 Teil der Reihe Classic Performance LIVE; CD-Veröffentlichung des Videoalbums von 2002 |

| Jahr | Titel Musiklabel                   | Anmerkungen                                                       |
| ---- | ---------------------------------- | ----------------------------------------------------------------- |
| 1992 | The Very Best of A-Ha Music Design | Erstveröffentlichung: 13. Mai 1992 nur in Südkorea veröffentlicht |

| Jahr | Titel Musiklabel                 | Anmerkungen                                                        |
| ---- | -------------------------------- | ------------------------------------------------------------------ |
| 2000 | Single Remixes WEA Records (WMG) | Erstveröffentlichung: 8. November 2000 nur in Japan veröffentlicht |

| Jahr | Titel Musiklabel                            | Anmerkungen                                                       |
| ---- | ------------------------------------------- | ----------------------------------------------------------------- |
| 1985 | 45 R.P.M. Club Warner Bros. Records (WMG)   | Erstveröffentlichung: 25. Juni 1985 nur in Japan veröffentlicht   |
| 1986 | Twelve Inch Club Warner Bros. Records (WMG) | Erstveröffentlichung: 25. August 1986 nur in Japan veröffentlicht |
| 1987 | Scoundrel Club Warner Bros. Records (WMG)   | Erstveröffentlichung: 25. Mai 1987 nur in Japan veröffentlicht    |
| 1988 | Road Club Warner Bros. Records (WMG)        | Erstveröffentlichung: 25. August 1988 nur in Japan veröffentlicht |

| Jahr | Titel Musiklabel              | Anmerkungen |
| ---- | ----------------------------- | --- |
| 2004 | The Demo Tapes Forlaget Press | Erstveröffentlichung: 2004 die 13 Demos enthaltende CD ist eine Beigabe zum Buch The Swing of Things von Jan Ohmdal |

| Jahr | Titel Musiklabel                           | Anmerkungen                            |
| ---- | ------------------------------------------ | -------------------------------------- |
| 2005 | Trilogy: Three Classic Albums Music Design | Erstveröffentlichung: 5. Dezember 2005 |

### Lieder
Samplerbeiträge
- 2007: Make Some Noise – The Amnesty International Campaign to Save Darfur (a-ha interpretieren #9 Dream von John Lennon)

## Statistik

### Chartauswertung
|                     | DE     | AT     | CH     | UK     | US    | NO     |
| ------------------- | ------ | ------ | ------ | ------ | ----- | ------ |
| Nummer-eins-Alben   | DE3DE  | AT—AT  | CH—CH  | UK—UK  | US—US | NO8NO  |
| Top-10-Alben        | DE13DE | AT6AT  | CH7CH  | UK6UK  | US—US | NO15NO |
| Alben in den Charts | DE18DE | AT14AT | CH16CH | UK16UK | US3US | NO16NO |

|                       | DE     | AT     | CH     | UK     | US    | NO     |
| --------------------- | ------ | ------ | ------ | ------ | ----- | ------ |
| Nummer-eins-Singles   | DE1DE  | AT1AT  | CH1CH  | UK1UK  | US1US | NO8NO  |
| Top-10-Singles        | DE7DE  | AT3AT  | CH4CH  | UK9UK  | US1US | NO16NO |
| Singles in den Charts | DE32DE | AT12AT | CH15CH | UK24UK | US3US | NO18NO |

|                          | DE    | AT    | CH    | UK    | US    | NO    |
| ------------------------ | ----- | ----- | ----- | ----- | ----- | ----- |
| Nummer-eins-Videoalben   | DE—DE | AT—AT | CH—CH | UK—UK | US—US | NO—NO |
| Top-10-Videoalben        | DE—DE | AT—AT | CH—CH | UK—UK | US—US | NO—NO |
| Videoalben in den Charts | DE—DE | AT—AT | CH—CH | UK1UK | US—US | NO—NO |

### Auszeichnungen für Musikverkäufe
| Silberne Schallplatte - Frankreich - 1986: für die Single The Sun Always Shines on T.V. - 1986: für die Single I’ve Been Losing You - 1988: für die Single Stay on These Roads Goldene Schallplatte - Australien - 1986: für das Album Hunting High and Low - Belgien - 1986: für die Single Take On Me - Brasilien - 1991: für das Album Best in Brasil - 1994: für das Album Hunting High and Low - 2004: für das Videoalbum Headlines and Deadlines – The Hits of A-ha - Dänemark - 2022: für das Album Hunting High and Low - Europa - 1992: für das Album Headlines and Deadlines – The Hits of A-ha - Frankreich - 1985: für die Single Take On Me - 1990: für das Album East of the Sun, West of the Moon - Hongkong - 1989: für das Album Hunting High and Low - Italien - 1986: für die Single Take On Me (physisch) - Japan - 1995: für das Album Headlines and Deadlines – The Hits of A-ha - 2015: für die Single Take On Me (Digital) - Niederlande - 1985: für die Single Take On Me - 1986: für das Album Hunting High and Low - 1988: für das Album Stay on These Roads - Schweden - 1987: für das Album Scoundrel Days - Spanien - 1999: für das Album Hunting High and Low - 2000: für das Album Headlines and Deadlines – The Hits of A-ha - 2000: für das Album Minor Earth, Major Sky | Platin-Schallplatte - Argentinien - 1993: für das Album Headlines and Deadlines – The Hits of A-ha - Brasilien - 1994: für das Album Stay on These Roads - 1994: für das Album On Tour in Brasil - 2024: für die Single Take On Me - Frankreich - 1987: für das Album Hunting High and Low - 1987: für das Album Scoundrel Days - 1988: für das Album Stay on These Roads - 2001: für das Album Headlines and Deadlines – The Hits of A-ha - Japan - 1986: für das Album Hunting High and Low - Kanada - 1985: für das Album Hunting High and Low - Neuseeland - 1987: für das Album Scoundrel Days - Russland - 2009: für das Album Foot of the Mountain - Schweden - 1985: für das Album Hunting High and Low - 1985: für die Single Take On Me - Spanien - 1988: für das Album Stay on These Roads | 3× Goldene Schallplatte - Brasilien - 1996: für das Album East of the Sun, West of the Moon - 1998: für das Album Scoundrel Days 2× Platin-Schallplatte - Dänemark - 2023: für die Single Take On Me - Italien - 2023: für die Single Take On Me (digital) - Neuseeland - 1986: für das Album Hunting High and Low 3× Platin-Schallplatte - Spanien - 2024: für die Single Take On Me 5× Platin-Schallplatte - Neuseeland - 2024: für die Single Take On Me - Portugal - 2025: für die Single Take On Me |

Anmerkung: Auszeichnungen in Ländern aus den Charttabellen bzw. Chartboxen sind in ebendiesen zu finden.
| Land/RegionAuszeichnungen für Musikverkäufe (Land/Region, Auszeichnungen, Verkäufe, Quellen) | Silber     | Gold       | Platin       | Verkäufe  | Quellen                                                    |
| -------------------------------------------------------------------------------------------- | ---------- | ---------- | ------------ | --------- | ---------------------------------------------------------- |
| Argentinien (CAPIF)                                                                          | —          | —          | Platin1      | 60.000    | capif.org.ar                                               |
| Australien (ARIA)                                                                            | —          | Gold1      | —            | 35.000    | Einzelnachweise                                            |
| Belgien (BRMA)                                                                               | —          | Gold1      | —            | 100.000   | ultratop.be                                                |
| Brasilien (PMB)                                                                              | —          | 5× Gold5   | 5× Platin5   | 1.485.000 | pro-musicabr.org.br                                        |
| Dänemark (IFPI)                                                                              | —          | Gold1      | 2× Platin2   | 190.000   | ifpi.dk                                                    |
| Deutschland (BVMI)                                                                           | —          | 8× Gold8   | 6× Platin6   | 3.700.000 | musikindustrie.de                                          |
| Europa (IFPI)                                                                                | —          | Gold1      | —            | (500.000) | Einzelnachweise                                            |
| Frankreich (SNEP)                                                                            | 3× Silber3 | 2× Gold2   | 4× Platin4   | 2.500.000 | infodisc.fr snepmusique.com                                |
| Hongkong (IFPI/HKRIA)                                                                        | —          | Gold1      | —            | 10.000    | ifpihk.org                                                 |
| Italien (FIMI)                                                                               | —          | Gold1      | 2× Platin2   | 500.000   | fimi.it                                                    |
| Japan (RIAJ)                                                                                 | —          | 2× Gold2   | Platin1      | 500.000   | riaj.or.jp JP2                                             |
| Kanada (MC)                                                                                  | —          | —          | Platin1      | 100.000   | worldradiohistory.com (PDF-Datei, S. 22)                   |
| Neuseeland (RMNZ)                                                                            | —          | —          | 8× Platin8   | 220.000   | aotearoamusiccharts.co.nz NZ2                              |
| Niederlande (NVPI)                                                                           | —          | 3× Gold3   | —            | 200.000   | nvpi.nl                                                    |
| Norwegen (IFPI)                                                                              | —          | —          | 6× Platin6   | 691.000   | ifpi.no (Memento vom 5. November 2012 im Internet Archive) |
| Portugal (AFP)                                                                               | —          | —          | 5× Platin5   | 50.000    | Einzelnachweise                                            |
| Russland (NFPF)                                                                              | —          | —          | Platin1      | 20.000    | 2m-online.ru                                               |
| Schweden (IFPI)                                                                              | —          | Gold1      | 2× Platin2   | 200.000   | Einzelnachweise                                            |
| Schweiz (IFPI)                                                                               | —          | 3× Gold3   | 2× Platin2   | 175.000   | hitparade.ch                                               |
| Spanien (Promusicae)                                                                         | —          | 3× Gold3   | 4× Platin4   | 430.000   | elportaldemusica.es ES2                                    |
| Vereinigte Staaten (RIAA)                                                                    | —          | —          | Platin1      | 3.000.000 | riaa.com                                                   |
| Vereinigtes Königreich (BPI)                                                                 | 4× Silber4 | 4× Gold4   | 10× Platin10 | 5.730.000 | bpi.co.uk                                                  |
| Insgesamt                                                                                    | 7× Silber7 | 37× Gold37 | 61× Platin61 |           |                                                            |